# Guela Saguirashvili
Guela Saguirashvili –en georgiano: გელა საღირაშვილი– (Tiflis, 7 de noviembre de 1980) es un deportista georgiano que compitió en lucha libre. Ganó una medalla de plata en el Campeonato Europeo de Lucha de 2007, en la categoría de 74 kg.

## Palmarés internacional
| Campeonato Europeo | Campeonato Europeo | Campeonato Europeo | Campeonato Europeo |
| Año                | Lugar              | Medalla            | Categoría          |
| ------------------ | ------------------ | ------------------ | ------------------ |
| 2007               | Sofía (Bulgaria)   | Medalla de plata   | 74 kg              |